# Apuania
Apuania bezeichnet eine ehemalige Gemeinde in der Provinz Massa-Carrara (damals Provinz Apuania), Toskana, Italien.

## Geografie
Namensgebend für den Gemeindeverbund war das antike Volk der Apuaner und die nach ihnen benannten Apuanischen Alpen. Zum Gemeindegebiet gehörten Carrara, Massa und Montignoso. Der Ort beziehungsweise der Gemeindeverbund bestand aus den drei heute selbständigen Gemeindeteilen, ein Ort mit dem Namen Apuania existiert nicht.

## Geschichte
Die Gemeinde Apuania entstand in der Zeit des Italienischen Faschismus am 16. Dezember 1938 mit dem Zusammenschluss der drei Orte Carrara, Massa und Montignoso auf der Grundlage des Dekret decr. legge 16 dicembre 1938, n. 1860. Gleichzeitig wurde die Provinz Massa-Carrara in Provinz Apuania umbenannt. Die Provinz erhielt damals das Kfz-Kennzeichen AU. Die Auflösung der Gemeinde und die Rückbenennung der Provinz fand nach Kriegsende am 10. Januar 1946 durch das decr. legge luog. 10 gennaio 1946, n. 48 statt.